# Giuseppe Barbieri (calciatore)
Giuseppe Barbieri (Castelfranco Emilia, 19 febbraio 1934) è un ex calciatore italiano, di ruolo attaccante.

## Carriera
Debutta in Serie B nel campionato 1956-1957 con la Sambenedettese, disputando due campionati per un totale di 63 presenze e 11 reti.
Dopo un anno al Palermo, sempre in Serie B, passa al Messina dove gioca per un'altra stagione tra i cadetti mettendo a segno 5 reti in 25 gare.
Prosegue la carriera in Serie C con le maglie di Pisa, Civitanovese e Treviso.